# W30 (ядерна боєголовка)
W30 — американська ядерна боєголовка, яка використовувалася на ракеті «земля-повітря» RIM-8 Talos і тактичному атомному боєприпасі.
W30 була 56 см у діаметрі та 120 см завдовжки, вагою 199, 204 та 222 кг залежно від версії.
Варіанти ракет Talos вироблялися з 1959 по 1965 рік і використовувалися до 1979 року. Всього було виготовлено 300 боєголовок для ракет. W30 Mod 1, 2 і 3 для Talos‘а мали потужність 5 (іноді точніше повідомляють як 4,7) кілотонн.
Боєголовка тактичного атомномого боєприпасу випускалася з 1961 року і була на озброєнні до 1966 року. Було два варіанти: W30 Mod 4 Y1 з потужністю 0,3 кілотонни (300 тонн тротилу) і W30 Mod 4 Y2 з потужністю 0,5 кілотонни (500 тонн тротилу). Серед двох версій було випущено 300 одиниць W30 тактичного атомного боєприпасу.
Потужність 19 кілотонн вказується в деяких посиланнях для невизначеної версії, можливо, нерозгорнутої високопродуктивної випробувальної установки.
За словами ядерного дослідника Чака Хансена, W30 була однією з двох видів зброї, що використовували загальну конструкцію ядер бомби з ядерним розщепленням, первинну Boa. Стверджується, що іншою зброєю, яка використовувала Boa, була термоядерна боєголовка W52 потужністю 200 кілотонн.
Боєголовки W30 і W31 використовували прості 3-значні елементи керування блокуванням своїх компонентів озброєння, і через профіль їх використання не могли бути безпечними за допомогою датчиків навколишнього середовища. Інші боєголовки могли використовувати датчики, щоб визначити, чи дійсно вони проходили через повторний вхід або раптове уповільнення, перш ніж ініціювати зброю.